# Первоклассный товар
Первоклассный товар (англ. Prime Cut) — американский криминальный фильм 1972 года с Ли Марвином и Джином Хэкменом в главных ролях.

## Сюжет
Один из боссов чикагской мафии нанимает опытного профессионала Ника Девлина (Ли Марвин), чтобы тот взыскал крупный долг с владельца фермы в Канзас-сити по имени Мэри Энн (Джин Хэкмен). Один из предыдущих людей из Чикаго, пытавшийся выполнить это поручение, вернулся обратно в виде посылки с сосисками.
Приехав вместе с тремя помощниками и водителем на ферму Мэри Энн, Девлин обнаруживает, что тот занимается торговлей людьми — несколько находящихся под воздействием наркотиков девушек содержатся в клетках. В ответ на требование вернуть долг Мэри Энн презрительно высказывается о чикагской мафии, но соглашается передать деньги, для чего предлагает Девлину прийти через день на сельскую ярмарку. Одна из девушек (Сисси Спейсек) умоляет Девлина о помощи и он забирает её с собой. На следующий день в отеле она рассказывает подробности своей биографии. Своего настоящего имени она не помнит, знает только прозвище Поппи (англ. Poppy — «Мак»). С раннего детства она воспитывалась в принадлежащем мафии Канзас-Сити подпольном приюте, где воспитанниц подвергали жестокому обращению и готовили для последующей продажи в качестве сексуальных рабынь.
Девлин вместе с Поппи и своими людьми приезжают на ярмарку для встречи с Мэри Энн. Тот передаёт Девлину дипломат, но вместо денег он оказывается набит говяжьими потрохами. После перестрелки Девлину и Поппи удается спрятаться на пшеничном поле от людей Мэри Энн, затем им приходится убегать от преследующего их комбайна. Вернувшись в город, Девлин приходит к Кларабель (Энджел Томпкинс), жене Мэри Энн, чтобы получить дополнительную информацию о нём. По возвращении в отель Девлин узнаёт о нападении людей Мэри Энн на отель — один помощников Девлина серьёзно ранен, а Поппи похищена.
С оставшимися двумя людьми Девлин снова едет на ферму Мэри Энн, вооружившись пистолетом-пулемётом. После долгой перестрелки ему удаётся прорваться на ферму, используя остановленный на дороге грузовик. Девлин освобождает Поппи, смертельно ранив Мэри Энн и убивая Винни (Грегори Уолкотт). В финальной сцене Девлин находит приют, в котором содержалась Поппи, и освобождает всех воспитанниц.

## В ролях
| Актёр           | Роль             |
| --------------- | ---------------- |
| Ли Марвин       | Ник Девлин       |
| Джин Хэкмен     | Мэри Энн         |
| Сисси Спейсек   | Поппи (Мак)      |
| Энджел Томпкинс | Кларабель        |
| Грегори Уолкотт | Винни            |
| Дженит Болдуин  | Вайолет (Фиалка) |
| Вильям Мори     | водитель Шей     |
| Лес Лэнном      | О'Брайен         |
| Эдди Иган       | Джейк            |

## Критика
Кинокритик Роджер Эберт в своей рецензии положительно оценил фильм, сравнив его с комикс-лентой из-за прямолинейности главных героев, особенно Девлина в исполнении Ли Марвина, и простого линейного сюжета, разбитого на несколько крупных частей.
В 2009 году журнал Empire поместил «Первоклассный товар» на 14-е место в списке «20 гангстерских фильмов, которые вы ещё не видели (скорее всего)» (англ. The 20 Greatest Gangster Movies you've never seen ...propably).